# Airlink-Flug 8911
Der Airlink-Flug 8911 (Flugnummer IATA: 4Z8911, ICAO: LNK8911, Funkrufzeichen: LINK 8911) war ein Positionierungsflug der südafrikanischen Fluggesellschaft Airlink, der am 24. September 2009 mit einer BAe Jetstream 41 durchgeführt wurde. Auf dem Flug ereignete sich ein schwerer Unfall, bei dem die Maschine in einen Vorort von Durban stürzte. Bei dem Flugunfall starb der Flugkapitän; die anderen beiden Besatzungsmitglieder und eine Person am Boden wurden verletzt.

## Maschine
Die Maschine war eine BAe Jetstream 41, die 1995 im Werk von British Aerospace im Vereinigten Königreich gebaut worden war und die Seriennummer 41069 trug. Die Maschine absolvierte am 21. Juli 1995 mit dem Testkennzeichen G-4-069, mit dem sie auf den Hersteller zugelassen war, ihren Erstflug. Die Jetstream wurde am 1. September 1995 mit dem Luftfahrzeugkennzeichen ZS-NRM an die South African Airlink ausgeliefert, die im Januar 2006 in Airlink (Südafrika) umfirmierte. Die Jetstream wurde seitdem durchgehend von dieser Fluggesellschaft betrieben. Das zweimotorige Zubringerflugzeug war mit 29 Sitzplätzen sowie zwei Turboproptriebwerken des Typs Garrett TPE331-14GR-805H ausgerüstet, die jeweils 1.250 kW (1.700 PS) erbrachten. Bis zum Zeitpunkt des Unfalls hatte die Maschine eine Gesamtbetriebsleistung von 27.429 Betriebsstunden absolviert.

## Insassen
Mit der Maschine, die am Vortag wegen schlechten Wetters von Pietermaritzburg nach Durban umgeleitet worden war, wurde an diesem Tag ein Leerflug/Positionierungsflug zu ihrem ursprünglichen Bestimmungsort durchgeführt, weshalb sich lediglich eine dreiköpfige Besatzung an Bord befand, bestehend aus einem Flugkapitän, einer Ersten Offizierin und einer Flugbegleiterin.
- Der 40-jährige südafrikanische Flugkapitän Allister Freeman wurde im Jahr 2008 als Erster Offizier durch die Airlink eingestellt und war am 2. März 2009 zum Flugkapitän befördert worden. Er war auch für die Flugzeugtypen Beechcraft 90 King Air sowie Beechcraft 100 King Air lizenziert, ebenso wie für die Rainbow Cheetah. Der Flugkapitän war am 21. August 2005 bereits in einen Flugunfall verwickelt gewesen. Seine Flugerfahrung belief sich auf 2.956 Flugstunden, wovon 751 Stunden auf die Jetstream 41 entfielen.
- Die 26-jährige südafrikanische Erste Offizierin Sonja Bierman war neben der Jetstream 41 auch für die Embraer EMB-120 und die Cessna 208 lizenziert. Sie verfügte über 2.002 Stunden Flugerfahrung, wovon 1.027 auf die Jetstream 41 entfielen.
- Flugbegleiterin war Rudele Oosthuizen.

## Unfallhergang
Den Piloten wurde um 7:56 Uhr die Startfreigabe für die Startbahn 06 des Flughafens Durban erteilt. Während des Startlaufs, kurz vor dem Abheben, ereignete sich ein schwerer Triebwerksschaden am Triebwerk Nr. 2 (rechts). Die Piloten berichteten von einem Abfall der Triebwerksleistung sowie Rauchentwicklung und meldeten Luftnotlage. Augenzeugen berichteten später, dass die Maschine mit qualmendem rechten Triebwerk zu diesem Zeitpunkt in einer auffällig niedrigen Höhe flog und dass die Piloten eine Notlandung in einem Feld neben der Merebank Secondary School versuchten, die aufgrund eines Nationalfeiertages, des Heritage Day, an diesem Tag geschlossen war. Um einen Sturz in eines der nahegelegenen Wohngebiete zu vermeiden, setzte der Flugkapitän die Maschine gezielt auf einem Sportfeld der Schule auf. Die Maschine rutschte über das Sportfeld sowie eine Straße und durchschlug einen betonierten Palisadenzaun. Der Rumpf der Maschine zerbrach infolge der Notlandung in drei Sektionen.

## Rettungseinsatz und Opfer
Die Rettungseinheiten befreiten die Besatzung der Maschine, die nach dem Aufprall zwei Stunden im Cockpit eingeschlossen war, mithilfe von hydraulischen Rettungssätzen. Alle drei Besatzungsmitglieder wurden bei dem Unfall verletzt, der Flugkapitän und die Erste Offizierin kritisch und die Flugbegleiterin schwer. Der mittels Rettungshubschrauber in St. Augustine’s Hospital ausgeflogene Flugkapitän erlitt Frakturen des Gesichts, schwere stumpfe Verletzungen der Brust (14 Rippenbrüche und eine punktierte Lunge) sowie der unteren Gliedmaßen (einen Bruch des linken Knöchels). Am 7. Oktober 2009 starb er an einem multiplen Organversagen. Die Erste Offizierin zog sich Brüche beider Knöchel und einer Hand sowie Brust und Beckenfrakturen zu. Die Flugbegleiterin erlitt Gesichtsverletzungen und eine Fraktur der Wirbelsäule. Ein städtischer Mitarbeiter, der von den Trümmern der Maschine von hinten erfasst wurde, während er die Straße kehrte, musste ins Krankenhaus eingeliefert werden. Er zog sich Brüche beider Beine und schwere Kopfverletzungen zu.

## Ursache
Unfallermittler der südafrikanischen Zivilluftfahrtbehörde übernahmen nach dem Unfall die Ermittlungen zur Unfallursache. Die Ermittler stellten fest, dass der Triebwerkschaden durch den Ermüdungsbruch einer Kompressordichtscheibe verursacht worden war. Das Wartungs- und Überprüfungsintervall für die Dichtscheibe, deren Wartung nicht der jeweiligen betreibenden Fluggesellschaft unterlag, betrug 4.500 Betriebsstunden. Die Dichtscheibe des rechten Triebwerks war nach 1.317 Betriebsstunden gebrochen, die des linken Triebwerks nach nur 570 Betriebsstunden über die Verschleißgrenze abgenutzt. Die Piloten hätten nicht gemeinsam evaluiert, an welchem Triebwerk sich der Schaden ereignet hatte. Stattdessen habe der Flugkapitän das falsche Triebwerk heruntergefahren, wodurch eine Notlandung unausweichlich wurde.

## Folgen
Am 23. Dezember 2009 wurden alle Jetstream 41 der Airlink von der südafrikanischen Luftaufsichtsbehörde mit sofortiger Wirkung aus Sicherheitsgründen gegroundet. Grund war neben dem Absturz vom 24. September 2009 ein weiterer Vorfall vom 22. Dezember 2009, als mit einer baugleichen Maschine auf Grund eines ebenfalls durch einen Bruch einer Kompressordichtscheibe verursachten Triebwerksschadens ein Startabbruch durchgeführt werden musste.